# A Perilous Ride (film 1911)
A Perilous Ride è un cortometraggio muto del 1911 diretto da J. Searle Dawley. Considerato un film perduto, ha un soggetto di genere western.

## Produzione
Il film fu prodotto dalla Edison Company.

## Distribuzione
Distribuito dalla General Film Company, il film - un cortometraggio in una bobina - uscì nelle sale cinematografiche statunitensi il 25 novembre 1911.
Non si conoscono copie ancora esistenti della pellicola che viene considerata presumibilmente perduta.